# مگنولیا ۱۰۶۰
سیارک ۱۰۶۰ (به انگلیسی: 1060 Magnolia، نامگذاری:1925PA) هزار و شصتمین سیارک کشف شده‌است که در ۱۳ اوت ۱۹۲۵ و در هایدلبرگ کشف شد.
قدر مطلق سیارک برابر ۱۲٫۷۰ است.